# Англійський хірург (фільм)
Англійський хірург (англ. The English Surgeon) — документальний фільм австралійського режисера Джеффрі Сміта. Вперше був показаний на Лондонському кінофестивалі 1 жовтня 2007 року. Отримав багато нагород на європейських та американських кінофестивалях.
Більшу частину фільму знято в українському шпиталі, повному відчайдушних пацієнтів та застарілого медичного обладняння. Але це зовсім не медичний фільм. Це фільм про Людину — Генрі Марша, англійського нейрохірурга, котрий відкрито бореться з моральними та етичними проблемами, що стосуються кожного з нас.

## Сюжет
Генрі Марш — один з передових лондонських нейрохірургів. Але попри це, він все ще їздить на роботу на велосипеді та щоразу хвилюється про шкоду, якої може завдати своїм пацієнтам.
Спонукуваний потребою допомагати іншим, Генрі регулярно приїздив до Києва понад 15 років, щоб допомогти покращити жахливо застарілу систему хірургії мозку, яку виявив під час першого візиту в 1992 році. В Україні він безкоштовно допомагає своєму колезі, відомому українському хірургу Ігореві Курилцю.
В чоловіка середніх років із Золочева на ім'я Мар'ян — пухлина мозку, йому повідомили, що він є неоперабельним в Україні. Генрі Марш — його остання надія. Генрі та Мар'ян їдуть до Києва, де на них чекає Ігор Курилець. Врешті Генрі погоджується оперувати, але за однієї умови — під час всієї операції на мозку Мар'ян повинен бути в свідомості, що дозволить запобігти можливій паралізації лівих кінцівок. Це пов'язано з жахливими умовами для хірургії в Україні та відсутністю сучасного обладнання. В результаті операції, що уривками показана в фільмі, пухлину успішно видалили.
У фільмі показано сцени консультацій лікарів з пацієнтами. Деякі з них стосуються життя та смерті. Зокрема, повідомлення бабусі немовляти, що його більше ніщо не врятує, а єдиний можливий вихід — чекання смерті. А також розмова з 23-річною дівчиною з неоперабельністю, якій лікарі не наважуються повідомити, що жити їй залишилось максимум 5 років, та просять її привезти матір із Москви. При цьому, вдаючи, що все під контролем, Генрі Марш не приховує, що причиною більшості фатальних випадків в Україні є запізніле виявлення патологій через збанкрутілу медичну систему в цій країні.
В кінці фільму доктор Марш вирушає на південний захід України — навідати маму дівчинки, яку йому не вдалося врятувати кілька років тому. Досить показовим є виголошений ним тост: «Я приїздив в Україну 15 років і багато в чому я полюбив цю країну так само сильно, як і свою. І я хотів би випити за намагання зробити тут деякі речі кращими».
Цей фільм засуджує збанкрутілу систему охорони здоров'я України. Освітлює застарілість і часто відсутність потрібного медичного обладнання, довгі черги на прийом до лікарів, погані умови в шпиталях.

## Огляди
З брошури Лондонського кінофестивалю: «…будь-який з цих трьох персонажів вартий окремого фільму, і той факт, що вони з'являються в одному фільмі, здається неймовірним. Надзвичайний документальний фільм Джеффрі Сміта має все, чого ви можете жадати від будь-якого фільму на Фестивалі: напружену драму, несамовитий пафос, сцени не для слабкодухих, деякі жахливі моральні дилеми, …, навіть трохи гумору».
The Times: Жодна сцена з показаних на 51-му Лондонському кінофестивалі не зрівняється за напруженістю зі сценою, що розгортається впродовж двох третин від початку «Англійського хірурга». Документальний фільм виявляється веселим, страшним і глибоко зворушливим водночас.
Нік Фрейзер, BBC: Дуже небагато фільмів я люблю так, як цей.

## Нагороди
- Best Int. Feature Documentary — HOT DOCS 2008
- Best Int. Feature Documentary — SILVERDOCS 2008
- Best Int. Feature Documentary — EXPRESSION EN CORTO 2008
- Audience Award — ZAGREBDOX 2009
- Most popular audience film — SHEFFIELD DOC/FEST 2007
- Magnolia Award for best Documentary — SHANGHAI TV FESTIVAL